# Wybory parlamentarne w Polsce w 1919 roku
Wybory parlamentarne w Polsce w 1919 roku – pierwsze po odzyskaniu niepodległości wybory parlamentarne mające na celu powołanie jednoizbowego Sejmu Ustawodawczego. Odbyły się one 26 stycznia 1919 roku, choć skład Sejmu był uzupełniany do 24 marca 1922. Do sejmu dostało się kilkanaście partii, które początkowo utworzyły dziesięć klubów poselskich. Najwięcej głosów zdobyły Związek Ludowo-Narodowy i Narodowa Demokracja. W skład Sejmu wchodzili również posłowie parlamentów zaborczych oraz posłowie wybrani w sposób pośredni.

## Ordynacja wyborcza
Wybory do Sejmu Ustawodawczego zostały zarządzone na podstawie dekretu z 28 listopada 1918 o ordynacji wyborczej do Sejmu Ustawodawczego (Dziennik Praw Państwa Polskiego nr 18, poz. 46) przygotowanej i przyjętej przez rząd ludowy Jędrzeja Moraczewskiego i zatwierdzonej przez Tymczasowego Naczelnika Państwa Józefa Piłsudskiego.
Najważniejsze postanowienia dekretu o ordynacji
- Prawo wybierania posłów mieli wszyscy obywatele państwa bez różnicy płci, który do dnia ogłoszenia wyborów ukończyli 21 lat z wyjątkiem wojskowych w służbie czynnej.
- Wybieralni do Sejmu byli natomiast wszyscy obywatele państwa, posiadający czynne prawo wyborcze, niezależnie od miejsca zamieszkania, jak również wojskowi.
- Jeden poseł miał przypadać przeciętnie na 50 tys. ludności okręgu; na ułamki tej liczby wynoszące powyżej 25 tys. przypadał jeden poseł
- Zgłoszenie kandydatów wymagało co najmniej podpisanie przez 50 wyborców, zamieszkałych w okręgu wyborczym.

W załączniku do Ordynacji określono okręgi wyborcze dla obszarów:
- Królestwa Polskiego i Okręgu Białostockiego (34 okręgi wyborcze, 241 mandatów).
- Śląska Cieszyńskiego (2 okręgi wyborcze, 11 mandatów);
- Galicji (10 okręgów wyborczych, 69 mandatów);
- Galicji wschodniej (13 okręgów wyborczych, 93 mandaty);
- Zaboru pruskiego (11 okręgów wyborczych, 112 mandatów)- obejmowały one również powiaty: Opole, Nysa, Gdańsk, Olsztyn, Bytom, Złotów, które nie znalazły się w granicach Polski.

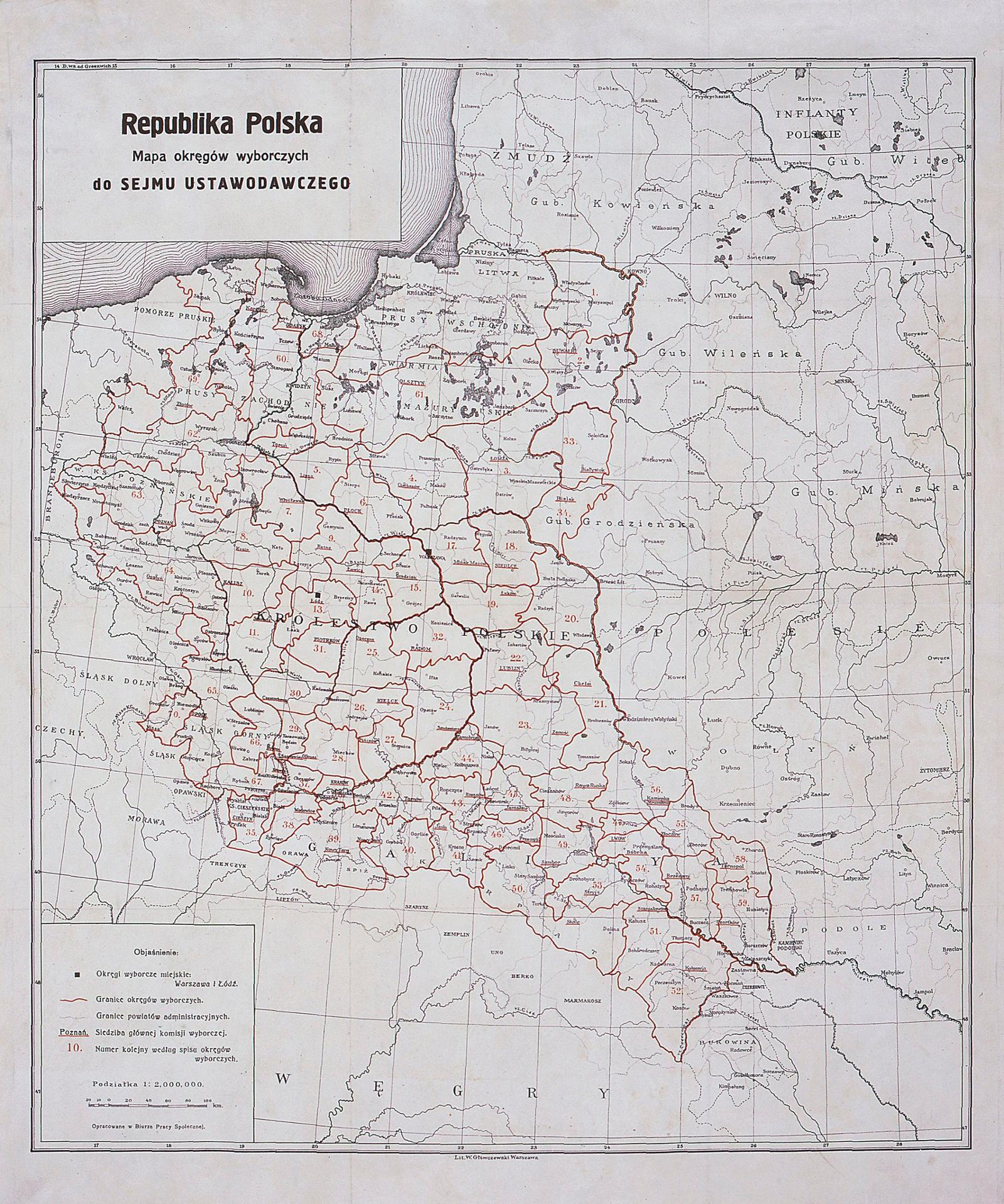
Mapa okręgów wyborczych do Sejmu Ustawodawczego w 1919

29 listopada 1918 opublikowano Dekret Tymczasowego Naczelnika Państwa o wyborach do Sejmu Ustawodawczego, zarządzający wybory powszechne na dzień 26 stycznia 1919 (Monitor Polski. Dziennik Urzędowy Nr 216 z 29 listopada 1918 r.).
W Dekrecie nastąpiły korekty:
- w okręgach Królestwa Polskiego ogłoszono wybory dla 33 okręgów wyborczych. W I okręgu (powiaty: Kalwaryjski, Wołkowyski, Mariampolski, Władysławowski) nie ogłoszono wyborów z uwagi na fakt, że obszary te znalazły się pod jurysdykcją Litwy;
- w okręgach Śląska Cieszyńskiego zmniejszono liczbę okręgów z 2 do jednego i zmniejszono liczbę mandatów z 11 do 8;

W myśl dekretu Sejm Ustawodawczy miał się składać z 513 posłów (241 z Królestwa Polskiego, 160 z Galicji i Śląska Cieszyńskiego oraz 112 z byłego zaboru pruskiego). W dekrecie zapowiedziano, że w 13 okręgach wyborczych Galicji Wschodniej wybory nie mogą być przeprowadzone, w związku z czym do Sejmu Ustawodawczego wejdą posłowie polscy z tych okręgów do byłej Izby Posłów Rady Państwa Monarchii Austriackiej. W opróżnionych z powodu śmierci posłów dwóch okręgach Lwowskich zarządzono wybory według dawnej ordynacji z 1907 do Izby Posłów Rady Państwa. Wybory w poznańskim i na Pomorzu (10 okręgów wyborczych) miały się odbyć w terminie późniejszym. Jednocześnie zapowiedziano powołanie do Sejmu w porozumieniu z miejscowym społeczeństwem przedstawiciele Polaków na Litwie i Rusi

## Terminy wyborów
Wybory do Sejmu rozpisano na dzień 26 stycznia 1919. Jednak wskutek toczących się walk nie było możliwe dokonanie wyborów na wszystkich obszarach. Dekretami z dnia 14 stycznia z uwagi na okupację niemiecką, która uniemożliwiła rozpoczęcie prac przedwyborczych przesunięto wybory w Okręgu 2 (powiaty suwalski, sejneński i augustowski) na dzień 16 lutego, oraz w Okręgu 20 (powiaty: bialski, janowski, radzyński i włodawski) na dzień 9 marca.
- W wyborach, 26 stycznia, wyłoniono 291 posłów (220 z terenów Królestwa, 69 z Galicji oraz wybrano na prawie austriackim dwóch posłów w okręgu lwowskim). Uznano zgodnie z dekretem mandaty 28 posłów dawnego parlamentu austriackiego z Galicji Wschodniej.
- 7 lutego 1919, dekretem uznano, że „Polacy, którzy w r. 1918 posiadali mandat poselski do parlamentu Rzeszy Niemieckiej, są uprawnieni do udziału w obradach Sejmu Ustawodawczego na równych prawach z posłami, wybranymi do tegoż Sejmu, jako przedstawiciele polaków zaboru pruskiego”[4]. Oznaczało to kooptację z zaboru pruskiego: 16 posłów (5 posłów z Górnego Śląska, 9 z Poznańskiego i 2 z Pomorza). Tym samym w styczniu Sejm Ustawodawczy liczył 335 posłów.
- 16 lutego 1919, przeprowadzono odroczone z powodu okupacji niemieckiej wybory w dawnym Królestwie w okręgach suwalskim wyłaniając 4 posłów. Tym samym w lutym 1919, Sejm Ustawodawczy liczył 339 posłów.
- 14 marca 1919, Sejm[5] uznał 6 kandydatów jedynej listy zgłoszonej w okręgu cieszyńskim (odroczone z uwagi na konflikt polsko-czechosłowacki) osiągając liczbę 350 posłów. Powołani posłowie to: Tadeusz Reger z Cieszyna, ks. Józef Londzin z Cieszyna, Ryszard Kunicki z Frysztatu, Paweł Bobek z Bobrka, Karol Jung z Żukowa Górnego i Jerzy Kantor z Cieszyna.
- Wyrokiem z 17 – 31 maja 1919 Sąd Najwyższy unieważnił 2 mandaty w Okręgu 22 (Lublin);
- Wyrokiem z 17 maja i 7 – 12 czerwca 1919 Sąd Najwyższy unieważnił 2 mandaty w okręgu 24 (Sandomierz);
- 1 czerwca 1919 przeprowadzono wybory w Poznańskim wyłaniając 42 posłów, z czego w jednym z okręgów (Mogilno) wyłoniono 10 posłów bez dokonywania wyborów. Z uwagi na fakt iż jednocześnie ustąpiło 9 posłów powołanych w styczniu 1919.
- 15 czerwca 1919 odbyły się odroczone wybory w okręgach białostockim i bielskim wyłaniając 11 posłów;
- 29 czerwca powtórzono wybory w okręgu 22 (Lublin) 2 mandaty przypadły posłom, które wcześniej zostały unieważnione;
- 6 lipca 1919 odbyły się wybory uzupełniające w okręgu 24 (Sandomierz);
- 17 sierpnia powtórzono częściowo wybory w okręgu 24 (Sandomierz), 2 mandaty uzyskali ponownie posłowie wybrani w styczniu 1919;
- 2 maja 1920 odbyły się wybory na Pomorzu, w których wyłoniono 20 posłów (jednocześnie ustąpiło 2 posłów powołanych w styczniu 1919).
- 24 marca 1922 w skład Sejmu Ustawodawczego weszło 20 posłów wybranych przez Sejm Litwy Środkowej. Ostateczna liczba posłów Sejmu Ustawodawczego wyniosła 442 posłów.

Ostatecznie 406 posłów pochodziło z bezpośrednich wyborów, w tym 373 z wyborów rozpisanych przez rząd polski, a 33 z dawniejszych wyborów (Galicja, Górny Śląsk), 20 z wyborów pośrednich (Litwa Środkowa), 6 zaś dokooptowano (Cieszyńskie).

## Wyniki wyborów w styczniu 1919

### Wyniki wyborów 26 stycznia 1919 w okręgach Królestwa Polskiego
Na terenie b. Królestwa Polskiego, w których przeprowadzono wybory (bez okręgów Biała Podlaska, Białystok i Bielsk) prawdopodobna liczba uprawnionych do głosowania wynosiła 4 619 536, zaś głosowało 3 567 635 osób. Najwyższą frekwencję zanotowano w okręgu nr 27 (Pińczów) – 87,5%, okręgu nr 7 Włocławek – 87,1%, okręgu nr 9 (Kutno) – 85,4%, zaś najniższą: w okręgu nr 21 (Chełm) – 56,7%, w okręgu nr 24 (Sandomierz) – 64%, okręgu nr 16 (miasto stoł. Warszawa) – 69,7%. Okręgi Konin i Ciechanów nie przesłały materiałów, dlatego też wszelkie liczby należy uznać za szacunkowe.
20 grudnia 1918, stronnictwa prawicowe powołały „Narodowy Komitet Wyborczy Stronnictw Demokratycznych” W jego skład weszły: Stronnictwo Narodowo-Demokratyczne, Stronnictwo Chrześcijańsko-Demokratyczne, Polska Partia Postępowa, Zjednoczenie Narodowe, Narodowa Akcja Wyborcza Kobiet Polskich. Po kilku tygodniach przystąpiły ponadto: Stronnictwo Polityki Realnej, Stronnictwo Odrodzenia Narodowego, Stronnictwo Pracy Narodowej, Koło Polityczne Zrzeszeń Robotniczych, Stowarzyszenie Robotników Chrześcijańskich i Związek Niezależności Gospodarczej. Komitet ten był zwycięzcą wyborów w okręgach Królestwa. Największy sukces NKWSD osiągnął w okręgu nr 3 Łomża, gdzie wprowadził 8 posłów na 9 mandatów, okręgu nr 4 Ciechanów, gdzie wprowadził 8 posłów na 8 mandatów, oraz w okręgu nr 16 Warszawa miasto gdzie zdobył 11 mandatów na 16 możliwych.
| Komitet Wyborczy                                     | głosów    | głosów w % | mandaty |
| ---------------------------------------------------- | --------- | ---------- | ------- |
| Narodowy Komitet Wyborczy Stronnictw Demokratycznych | 1 475 622 | 41,4       | 89      |
| Polskie Stronnictwo Ludowe „Wyzwolenie”              | 806 951   | 22,6       | 57      |
| PPS                                                  | 324 823   | 9,1        | 15      |
| Polskie Zjednoczenie Ludowe                          | 176 406   | 4,4        | 25      |
| Tymczasowa Żydowska Rada Narodowa                    | 159 520   | 4,4        | 4       |
| listy żydowskich ortodoksów (razem)                  | 91 005    | 2,5        | 2       |
| Polskie Stronnictwo Ludowe Piast                     | 75 714    | 2,1        | 8       |
| Narodowy Związek Robotniczy                          | 63 753    | 1,8        | 15      |
| Listy niemieckie (razem)                             | 67 204    | 1,8        | 2       |
| Listy żydowskich ludowców (razem)                    | 56 152    | 1,5        | 2       |
| Poalej Syjon                                         | 26 101    | 0,7        | 0       |
| Bund                                                 | 16 336    | 0,4        | 0       |
|                                                      |           |            | 219     |

Jeden mandat objął kandydat listy bezpartyjno-narodowej powiatu Garwolin (okręg nr 19 Łuków), który objął prof. Stanisław Antoni Chaniewski.

### Wyniki wyborów 26 stycznia 1919 w okręgach Galicji
W 11 okręgach, w których przeprowadzono wybory w Galicji (poza Lwowem), uprawnionych do głosowania prawdopodobnie wyniosła 1 169 668, zaś głosowało 983 648 osób. Frekwencja wahała się od 59,5% w okręgu nr 46 Przemyśl, do 84,5% w okręgu nr 42 Tarnów.
| Komitet Wyborczy                                                    | głosów (w tys.) | głosów w % | mandaty                                                              |
| ------------------------------------------------------------------- | --------------- | ---------- | -------------------------------------------------------------------- |
| Polskie Stronnictwo Ludowe Piast                                    | 342 552         | 34,8       | 32 (w tym 2 z listy kompromisowej)                                   |
| Polskie Stronnictwo Ludowe – Lewica                                 | 189 885         | 19,3       | 12                                                                   |
| Polska Partia Socjalno-Demokratyczna Galicji i Śląska Cieszyńskiego | 174 414         | 17,7       | 14                                                                   |
| Stronnictwo Katolicko-Ludowe                                        | 68 647          | 6,9        | 4                                                                    |
| Narodowa Demokracja i Stronnictwo Chrześcijańsko-Społeczne          | 60 031          | 6,1        | 5 (w tym 2 z listy kompromisowej)                                    |
| listy żydowskie (razem)                                             | 58 034          | 5,9        | 1                                                                    |
| Lista kompromisowa w okręgu nr 36 i wspólna w okręgu 37             | 57 312          | 5,8        | 5 (w tym 2 dla ND, 2 dla PSL „Piast” i 1 Klubu Pracy Konstytucyjnej) |

## Wyniki wyborów w czerwcu 1919 w Poznańskim
5 kwietnia 1919 Sejm Ustawodawczy uchwalił ustawę, zarządzającą wybory uzupełniające w byłej Prowincji Poznańskiej na 1 czerwca. Dokument określał, iż w ich wyniku obsadzone miało być 42 mandaty. Wybory odbyły się 1 czerwca 1919. Byłe Wielkie Księstwo Poznańskie, zostało podzielone na cztery okręgi wyborcze: Mogilno I (z którego wybrano 10 posłów), Gniezno II (11 posłów), Poznań III (12 posłów) i Ostrów (9 posłów). Wybory przeprowadzono tylko w trzech okręgach – w okręgu mogileńskim było to niemożliwe z powodu pozostawania najważniejszych instytucji w rękach niemieckich. W wyborach, wzięło udział 437 426 osób. Wybory zbojkotowały ugrupowania niemieckie.
Partie reprezentujące prawicę i centrum, w wyniku zawartego 19 maja 1919 kompromisu wystawiły wspólną listę pod nazwą „Zjednoczenie Stronnictw Narodowych”. W jej skład weszli przedstawiciele: Centrum Obywatelskiego, Narodowego Stronnictwa Robotników, Stronnictwa Demokratyczno-Narodowego, Stronnictwa Mieszczańskiego i Narodowego Stronnictwa Ludowego.
| Komitet Wyborczy                   | głosów (w tys.) | głosów w % | mandaty |
| ---------------------------------- | --------------- | ---------- | ------- |
| Zjednoczenie Stronnictw Narodowych | 420 623         | 97,0       | 42      |
| PPS                                | 10 000          | 2,4        | 0       |

Spośród 42 mandatów ZSN, mandaty otrzymały: Narodowe Stronnictwo Robotników – 18 mandatów, Stronnictwo Demokratyczno-Narodowe – 9 mandatów, Narodowe Stronnictwo Ludowe – 7 mandatów, Stronnictwo Mieszczańskie – 4 mandaty, Centrum Obywatelskie – 2 mandaty, oraz 2 mandaty bez przynależności partyjnej: Antoni Stychel i Wojciech Trąmpczyński.

## Wyniki wyborów w maju 1920 na Pomorzu
| Komitet Wyborczy                | głosów (w tys.) | głosów w % | mandaty |
| ------------------------------- | --------------- | ---------- | ------- |
| Narodowe Stronnictwo Robotników | 139 285         | 40,1       | 9       |
| Związek Ludowo-Narodowy         | 60 452          | 17,6       | 4       |
| Polskie Stronnictwo Ludowe      | 17 595          | 5,0        | 1       |
| Polska Partia Socjalistyczna    | 3594            | 1,0        | 0       |